# Parc national de Mols Bjerge
Le parc national de Mols Bjerge est un des 4 parcs nationaux du Danemark. Il est situé dans la commune de Syddjurs dans le Jutland central. Il possède une superficie de 180 km², dont 150 terrestres et 30 marins. La création du parc - le deuxième du Danemark - a été annoncée par le ministre de l’Environnement Troels Lund Poulsen le 17 janvier 2008. Le parc a finalement été inauguré par la reine Margrethe II le 29 août 2009'.

## Situation
Il est délimité à l’est par la mer de Kattegat, les forêts de Kaløskovene à l’ouest et au sud par de multiples criques, criques et plaines de moraine générées par les glaciers. La ville d’Ebeltoft, ainsi que les villages et les zones de résidence de maisons d’été, sont considérés comme faisant partie du parc. Les terres du parc national sont détenues à la fois par des intérêts privés et par l’État. Près de 33 % du parc est cultivé et 80 % de la zone de la colline est sous propriété privée. En plus des attractions naturelles, le parc dispose également d’un manoir du XVIIIe siècle[réf. souhaitée] et les ruines du château de Kalø datant du XIVe siècle.

## Environnement
Le parc national se compose de collines, vallées, forêts, tourbières et quelques zones côtières'. Les collines Mols, atteignant une hauteur de 137 mètres, sont situées au centre du parc et occupent 2 500 ha. Plus de la moitié de toutes les espèces de plantes sauvages danoises se trouvent à Mols Bjerge. Les mammifères du parc comprennent le renard roux, le lièvre, le chevreuil.

## Galerie

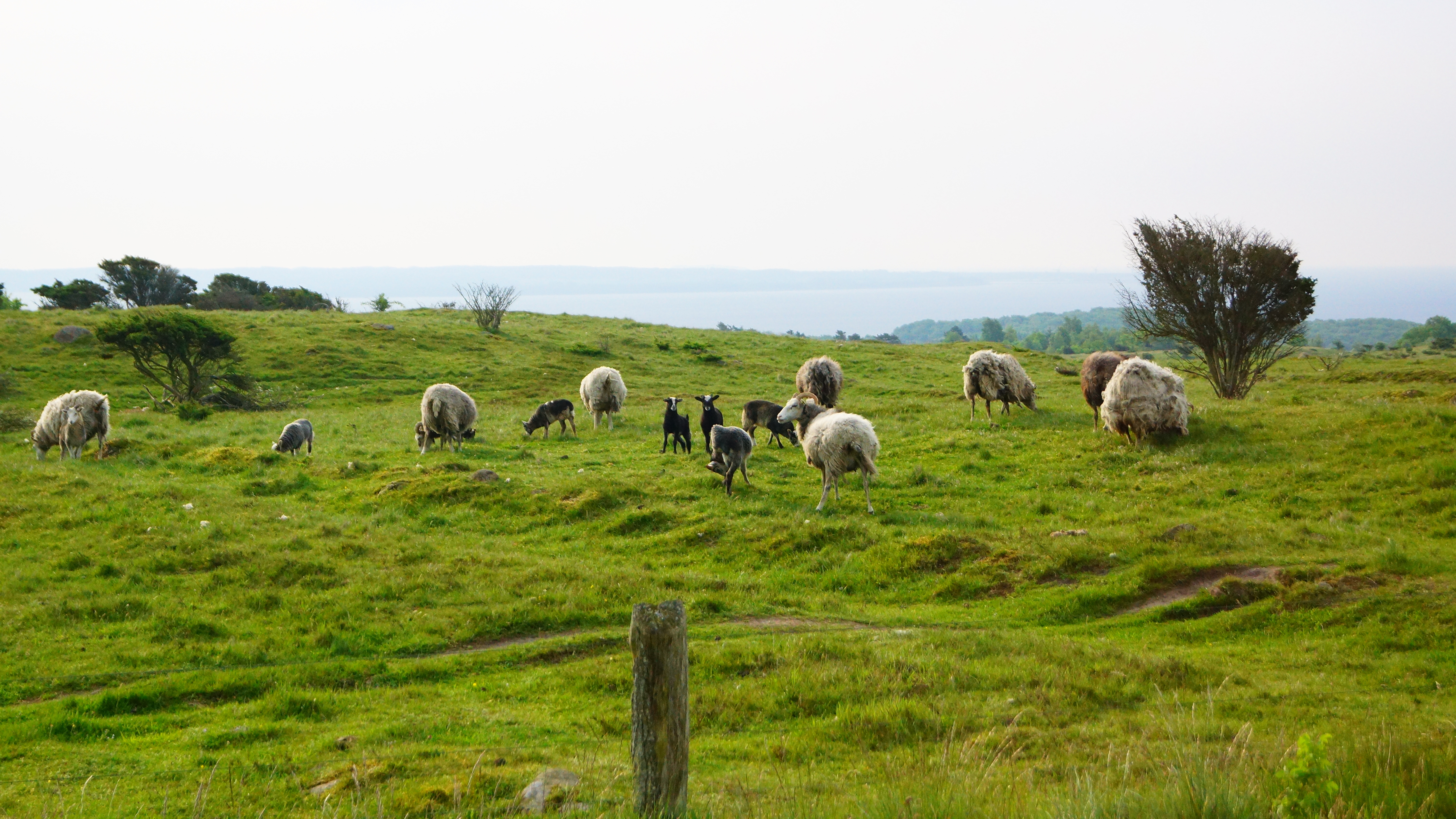
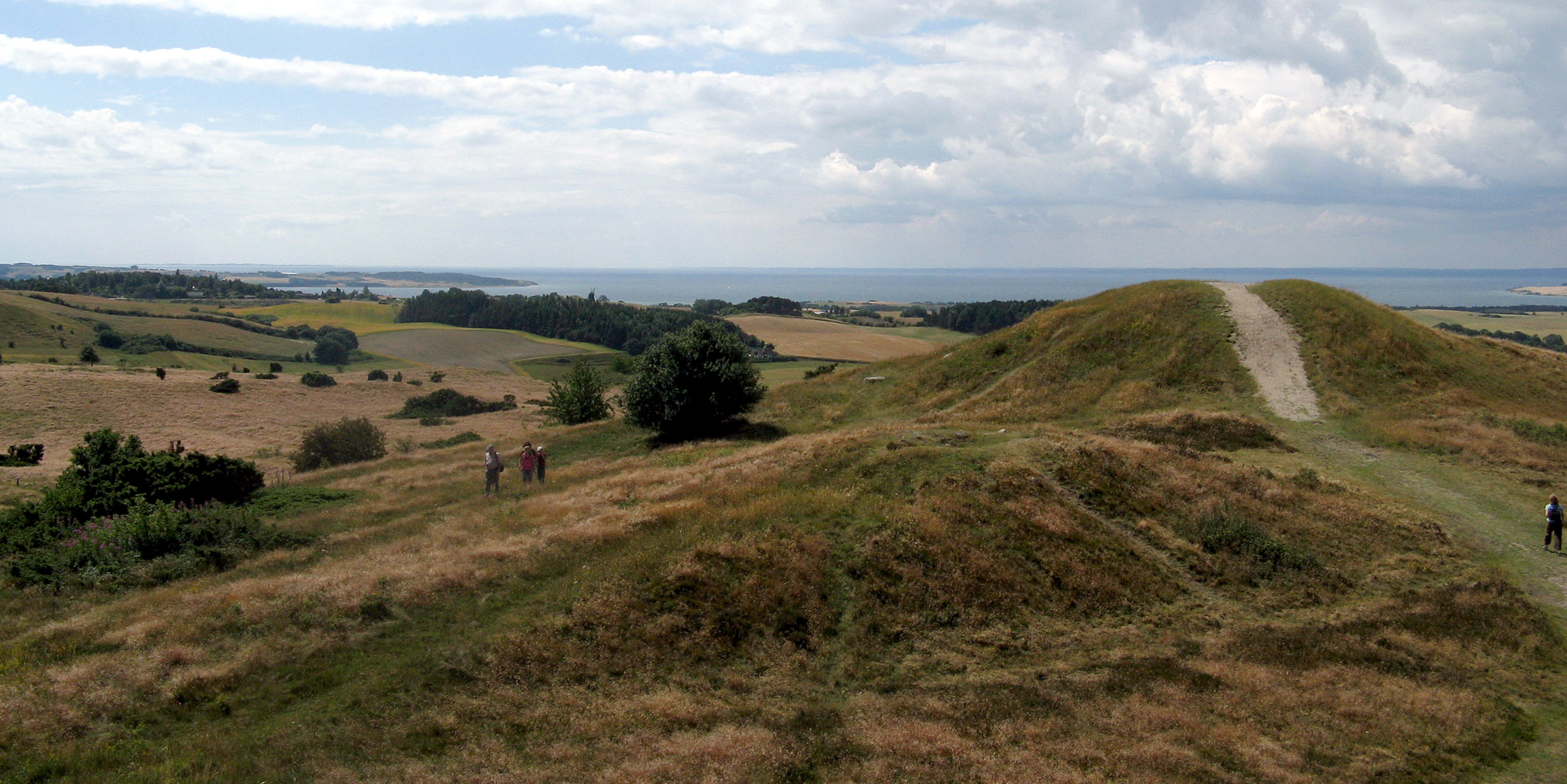
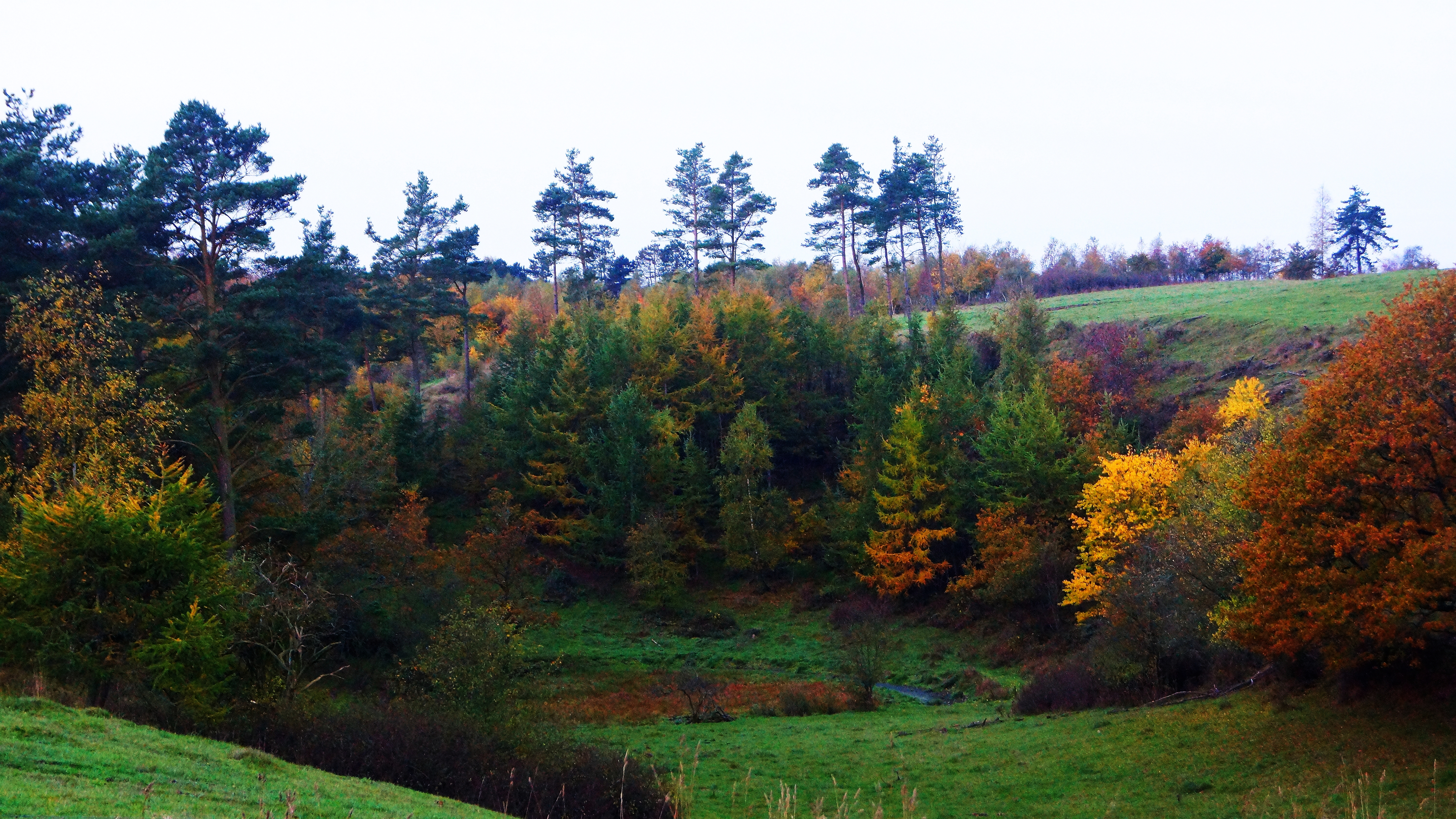
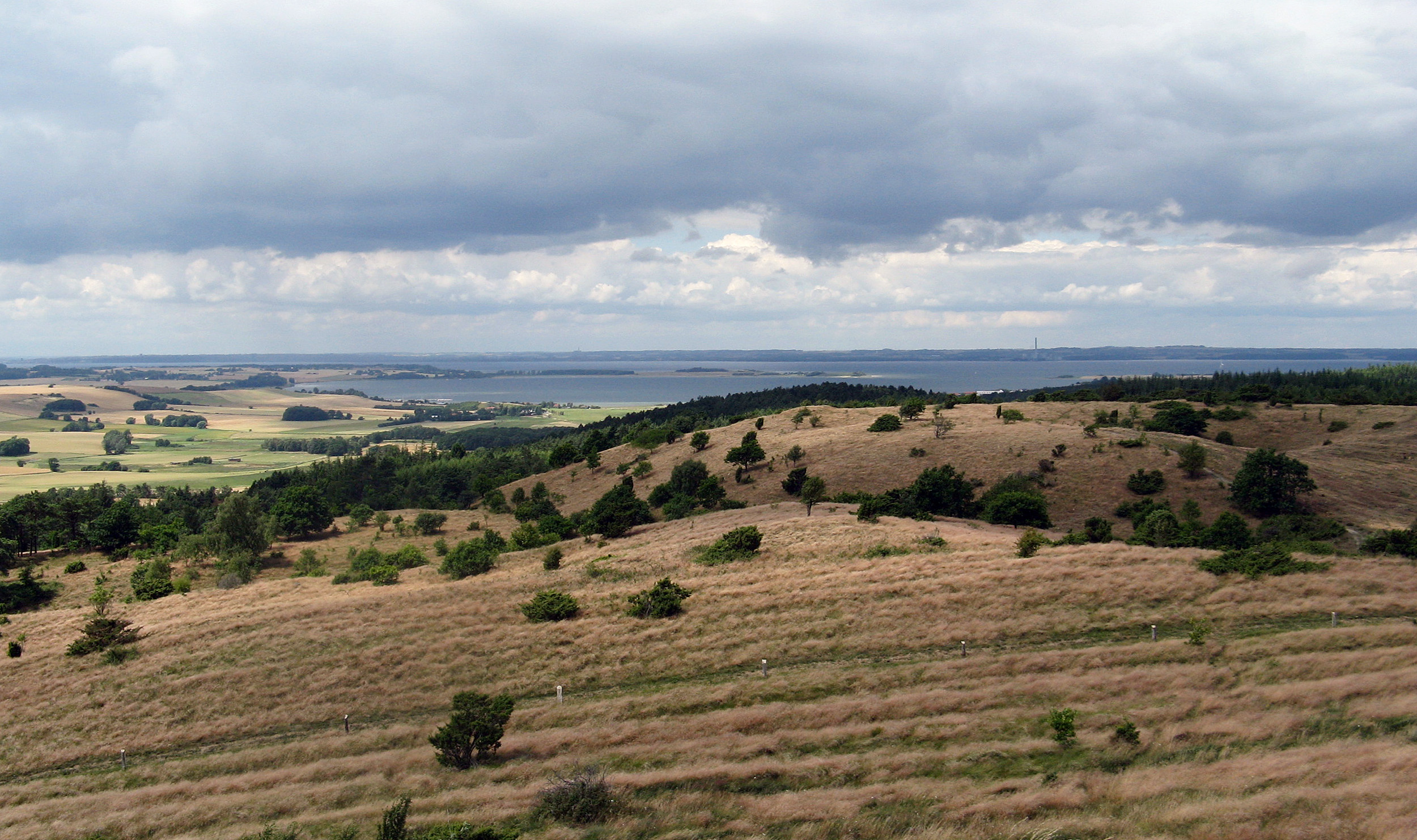